# Балка Бузова (притока Інгулу)
Балка Бузова — балка (річка) в Україні у Компаніївському районі Кіровоградської області. Права притока річки Інгулу (басейн Південного Бугу).

## Опис
Довжина балки приблизно 10,20 км, найкоротша відстань між витоком і гирлом — 9,47  км, коефіцієнт звивистості річки — 1,08 . Формується декількома струмками та загатами.

## Розташування
Бере початок у селі Тернове. Тече переважно на південний схід через село Вишнівку і на північно-східній околиці села Волошки впадає у річку Інгул, ліву притоку річки Південного Бугу.
Населені пункти вздовж берегової смуги: Володимирівка.

## Цікаві факти
- У селі Першотравенка балку перетинає автошлях Т 1216[3] (автомобільний шлях територіального значення в Кіровоградській області. Проходить територією Кропивницького району через Компаніївку — Устинівку. Загальна довжина — 43,5 км.).
- У XX столітті на балці існували скотні двори, водокачка, молочно, птице-тваринні ферми (МТФ, ПТФ), газгольдери та газові свердловини[2], а у XIX столітті — водяний та вітряний млини[1].